# Erwin Ballabio
Erwin Ballabio (Bettlach, 20 oktober 1918 - Grenchen, 4 maart 2008) is een voormalig Zwitsers voetballer.

## Carrière
Ballabio speelde gedurende zijn carrière voor de Zwitserse ploegen FC Grenchen, Lausanne-Sport en FC Thun. Hij kwam aan 27 wedstrijden voor Zwitserland. Met Zwitserland nam hij deel aan het WK 1938 in Frankrijk als reservedoelman. Na zijn spelers carrière trainde hij nog zijn ex-club FC Grenchen 10 jaar en nog 2 jaar Zwitserland.

## Erelijst
Als coach:
- FC Grenchen
  - Zwitserse voetbalbeker: 1959